# سمك فضي
السمك الفضي أو لاحسات السكر أو سمك الحائط أو الليبيسما السكرية (الاسم العلمي: Lepisma saccharina)، هي حشرة صغيرة من رتبة ذوات الذنب الشعري. تعيش سنين عدة، وتفضّل الأماكن الرطبة الباردة؛ لذا فإنها تكثر في المكتبات القديمة حيث تتغذى بورق الكتب فتفتتها وتخربها. تستمد الحشرة اسمها الشائع من اللون الرمادي الفاتح واللون الأزرق، بالإضافة إلى تحركاته التي تمثل سباحة السمك. توجد مبيدات لمنع السمك الفضي من اكل الاوراق وما شابه مثل النقود.

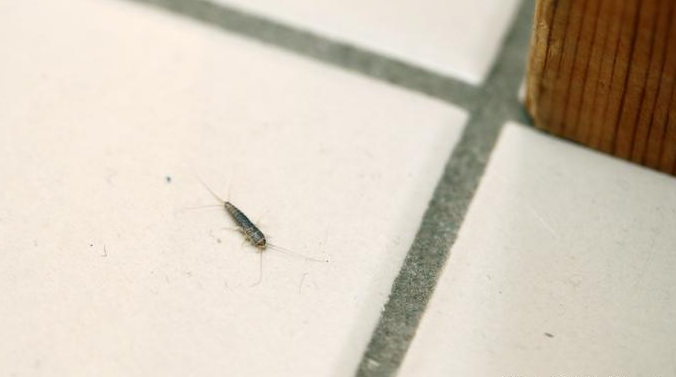
سمكة فضية في المنزل.

- سمكة فضية في المنزل.السمكة الفضية هي حشرات بلا أجنحة، وذات جسم ناعم بشكل عام، وممدودة وبيضاوية الشكل، ولها اثنين من هوائيات طويلة.
- يبلغ طول السمك الفضي 1/2 إلى 3/4 بوصة (1.5 إلى 3 سم) وينمو من البيض إلى البالغ دون تغيير مرئي في المظهر.
- لونها أبيض إلى رمادي بني أو فضي مزرق مع تألق معدني لأن أجسامها مغطاة بمقاييس دقيقة.
- الأسماك الفضية هي ليلية وتتحرك بسرعة كبيرة.
- إنهم متخفيون، وقد لا تتم ملاحظة شدة الإصابة لفترة طويلة من الوقت، مما يسمح بنمو هائل.
- تتكاثر السمكة الفضية أيضا بسرعة.
- عادة ما تتحرك السمكة الفضية بسرعة كبيرة وغالبا ما يكون نشطا في الليل.
- يمكن للسمكة الفضية البقاء على قيد الحياة في أي مكان تقريبا، لكنها تفضل المناطق ذات الرطوبة العالية.

## متوسط عمر طويل
تضع الأنثى نحو 20 بيضة، تفقس بعد فترة تتراوح بين أسبوعين إلى ثمانية أسابيع (بحسب درجة الحرارة). سرعة نمو صغار السمكة الفضية، يعتمد بشكل كبير أيضاً على درجة الحرارة. اكتمال نمو الحشرة قد يحتاج لثلاثة أعوام وأقصى طول ممكن أن يصل إليه هو سنتيمتر واحد. متوسط عمر السمكة الفضية من أكثر النقاط المثيرة للاهتمام في هذه الحشرة، التي يمكن أن تعيش لفترة تصل لثمانية أعوام.

## السمكة الفضية في المنزل
الأسماك الفضية غير مؤذية طبيا: وهي في المقام الأول أفة مزعجة ويمكن أن تلوث المواد الغذائية وتلف البضائع الورقية والملابس.